# Thelypteris aureola
Thelypteris aureola är en kärrbräkenväxtart som beskrevs av Alan Reid Smith. Thelypteris aureola ingår i släktet Thelypteris och familjen Thelypteridaceae. Inga underarter finns listade.